# Голдобин, Игорь Валерьевич
Игорь Валерьевич Голдобин (род. 1968) — сотрудник российских органов государственной безопасности, генерал-лейтенант.

## Биография
Игорь Валерьевич Голдобин родился 7 сентября 1968 года в городе Ставрополе. В 1994 году окончил Ставропольский политехнический институт, после чего поступил на службу в органы Федеральной службы безопасности Российской Федерации. Прошёл служебный путь до заместителя начальника Управления ФСБ России по Ставропольскому краю. С мая 2015 года полковник Голдобин возглавлял Управление Федеральной службы безопасности Российской Федерации по Тамбовской области.
В декабре 2019 года Голдобин был назначен начальником Управления ФСБ России по Волгоградской области. Под его руководством сотрудники Тамбовского и Волгоградского Управлений ФСБ раскрыли целый ряд резонансных дел, связанных с дачей взяток и махинаций высокопоставленным должностным лицам регионов.
В декабре 2020 года Голдобину было присвоено очередное воинское звание генерал-лейтенанта.
В октябре 2021 года Голдобин был назначен начальником Управления Федеральной службы безопасности Российской Федерации по Ростовской области.